# Un pa com unes hòsties
Un pa com unas hostias (Un pa com unes hòsties, en català normatiu) és una joguina bilingüe en un acte i en vers, original de Marçal Busquets, estrenada al teatre de l'Odèon de Barcelona, la nit del 18 d'octubre de 1866.

## Repartiment de l'estrena
El repartiment el dia de l'estrena fou:
- Donya Espiridiona: Agna Alfonso
- Donya Clara: Carlota de Mena
- Bartomeu: Lleó Fontova
- Gil, àlies Baldufa: Josep Clucellas
- Don Miquel: Miquel Llimona